# Rhipidura samarensis
El abanico azul de las Bisayas (Rhipidura samarensis) es una especie de ave paseriforme de la familia Rhipiduridae endémica del este de Filipinas. Anteriormente se consideraba conespecífico el abanico azul de Mindanao.

## Distribución y hábitat
Es endémica de las islas de Sámar, Leyte y Bohol, en las Bisayas. Su hábitat natural son los bosques húmedos tropicales.